# استفان دانييل
استفان دانييل (بالمجرية: Daniel István)‏ (و. ديسمبر 1684 – 1774 م) هو قاضي مجري، ولد في فيرغيش.